# 射干

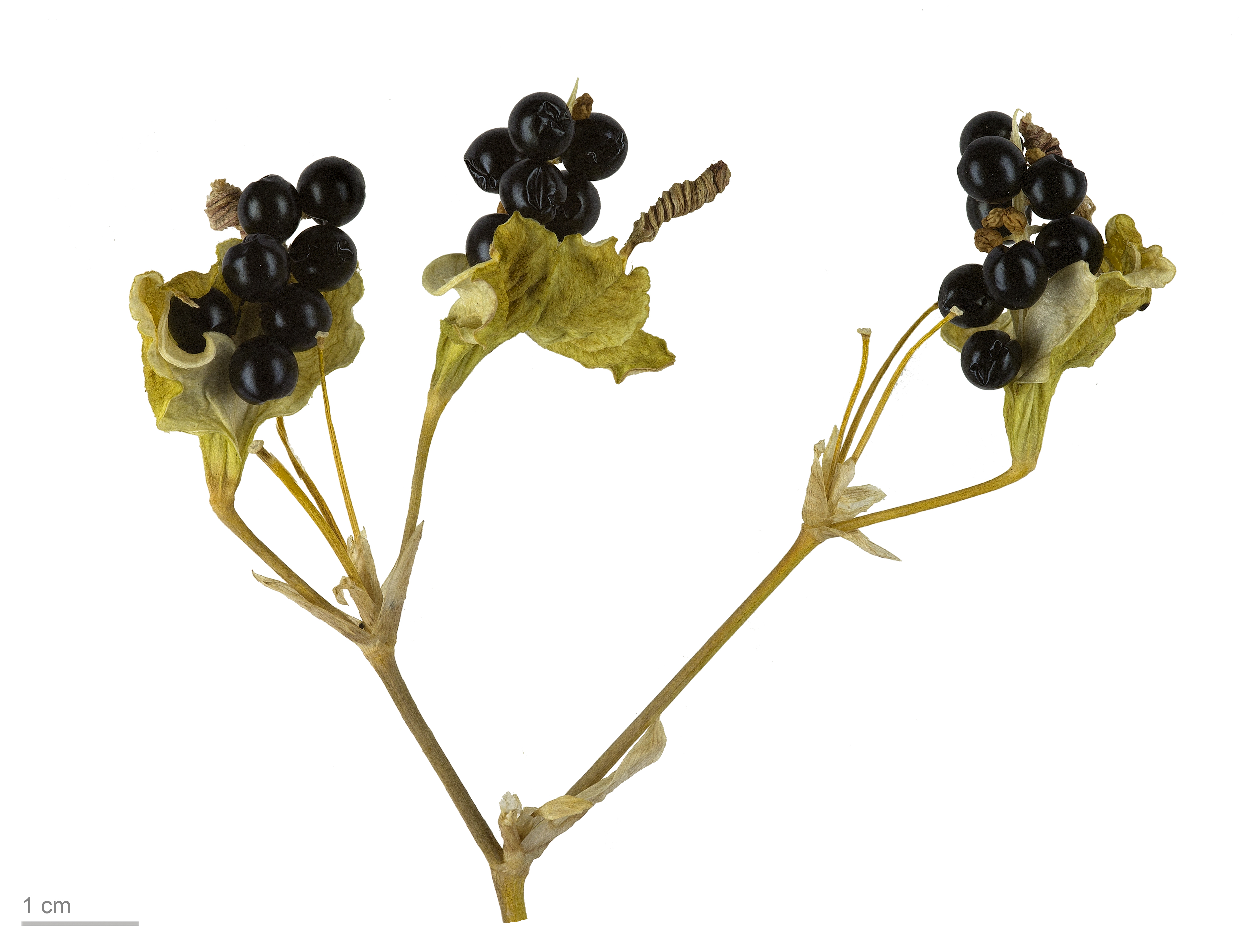
Iris domestica

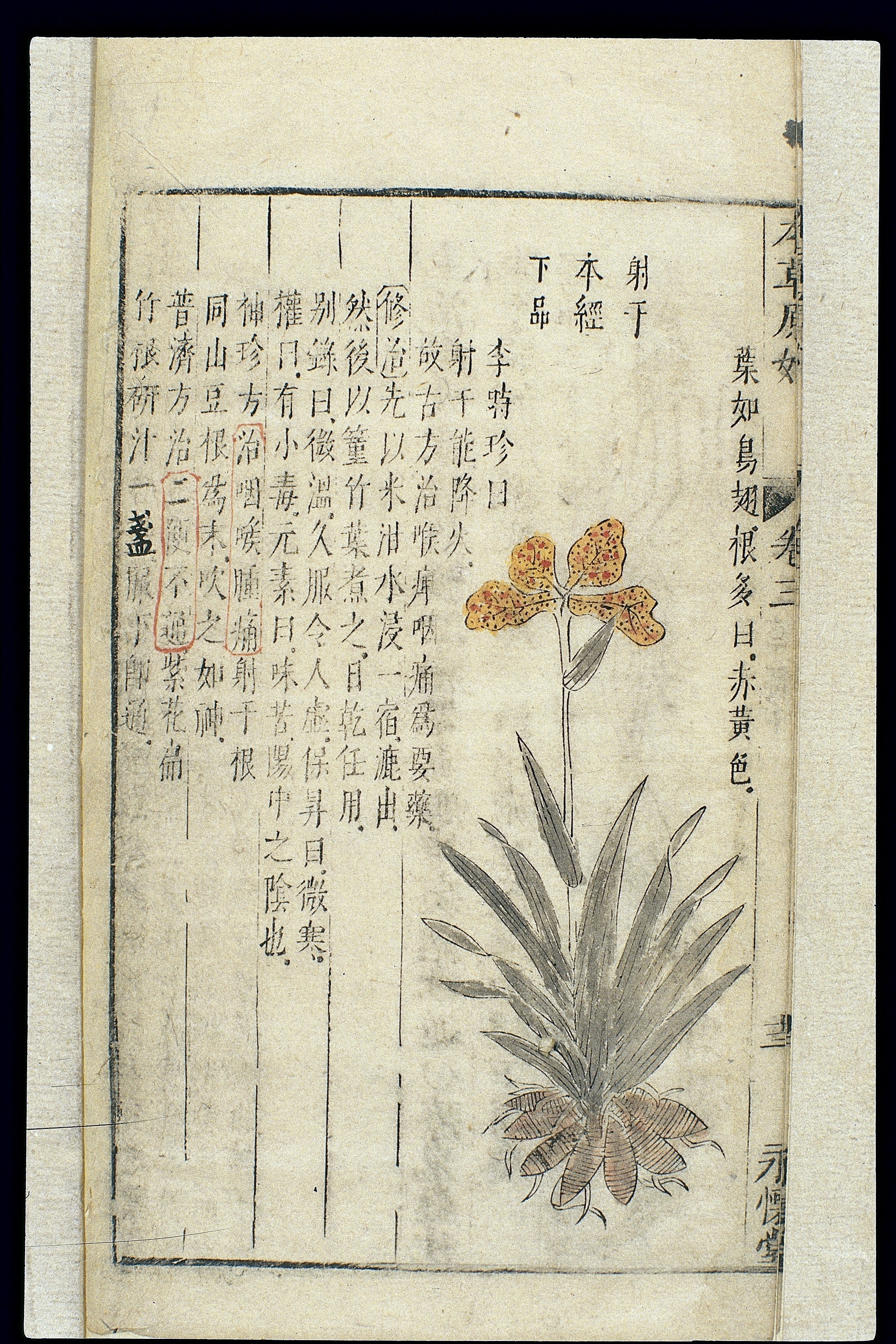
《本草原始》中的射干

射干（注音：ㄧㄝˋ ㄍㄢ）为鸢尾科鳶尾属多年生草本植物。《本草经集注·草木下品》云：“此即是乌翣根，庭台多种之，黄色，亦治毒肿。方多作‘夜干’字，今‘射’亦作‘夜’音……又别有射干，相似而花白茎长，似射人之执竿者。”这里的“射人”为古代官名。《本草图经·草部下品之上卷第八》云：“今观射干之形，其茎梗疏长，正如长竿状，得名由此耳。”又名開喉箭、老君扇、烏扇、紅蝴蝶花、鐵扁擔、翼吹、烏吹、烏蒲、鬼扇、扁竹、野萱花、草姜、黃遠、山蒲扇、麻虎扇子、蝴蝶蘭、夜干、鳳翼、尾蝶花、紅花尾蝶花、剪刀鉸。
該屬原歸於射干屬（Belamcanda），為該屬唯一的一種。2005年之後，分子生物學證據支持將該種劃入鳶尾屬，故射干屬已不復存在。

## 外部連結
- 射干 中藥材圖像數據庫  (香港浸會大學中醫藥學院) （中文）（英文）
- 射干 She Gan （页面存档备份，存于） 中藥標本數據庫 (香港浸會大學中醫藥學院) （繁體中文）（英文）
- 射干苗 （页面存档备份，存于） 中藥標本數據庫 (香港浸會大學中醫藥學院) （繁體中文）（英文）
- 鳶尾黃酮 Tectorigenin （页面存档备份，存于） 中草藥化學圖像數據庫 (香港浸會大學中醫藥學院) （中文）（英文）
- 鳶尾黃酮苷 Tectoridin （页面存档备份，存于） 中草藥化學圖像數據庫 (香港浸會大學中醫藥學院) （中文）（英文）
- 新芒果苷 Neomangiferin （页面存档备份，存于） 中草藥化學圖像數據庫 (香港浸會大學中醫藥學院) （中文）（英文）

## 延伸阅读
[在维基数据编辑]
 《欽定古今圖書集成·博物彙編·草木典·射干部》，出自陈梦雷《古今圖書集成》
 《植物名實圖考·射干》，出自吳其濬《植物名實圖考》
- 維基物種上的相關：射干